# Ex aequo et bono
Ex aequo et bono (secondo quanto è giusto ed equo) è un brocardo latino, la cui completa forma è "ex aequo et bono, in quantum aequius melius" (Secondo ciò che è giusto ed equo, in quanto è meglio che sia più giusto), che riferito alla sentenza di un giudice o arbitratore vuol dire secondo equità, ovverosia che l'organo giudicante ha la possibilità di disapplicare le norme esistenti e decidere in base alla sua coscienza. È un'espressione tipica degli ordinamenti giuridici di tipo common law, difatti negli ordinamenti giuridici di civil law, essendo fondati sulla norma astratta, il cosiddetto giudizio secondo equità è solitamente ammesso in via residuale e solo nei casi tassativamente previsti dalla legge. L'espressione Ex aequo et bono, nella sua forma latina o nelle varie traduzioni inglesi come As fair and just, è attualmente usata nei giudizi arbitrali in materia di commercio internazionale o di diritto internazionale.

## Il principio in diritto internazionale
Il principio, inteso quindi a consacrare la preminenza dell'equità sullo stretto diritto, ai fini di una più alta giustizia anche nell'ambito internazionale, può essere applicato dal giudice internazionale incaricato di conoscere di una controversia internazionale e di pronunziare le proprie decisioni avuto riguardo soprattutto degli aspetti equitativi della questione. Tale possibilità di giudizio internazionale, su mandato delle parti, era espressamente prevista dallo Statuto della Corte permanente di giustizia (art. 32) e la stessa possibilità, e la conseguente facoltà della Corte, è stata inserita anche nello Statuto della Corte Internazionale di Giustizia (art.38, par. 2) soltanto previo accordo delle parti di statuire ex aequo et bono.

## Fonti
- UNCITRAL Arbitration Rules,[1] art. 33 - Applicable law, amiable compositeur.